# 토니 보너

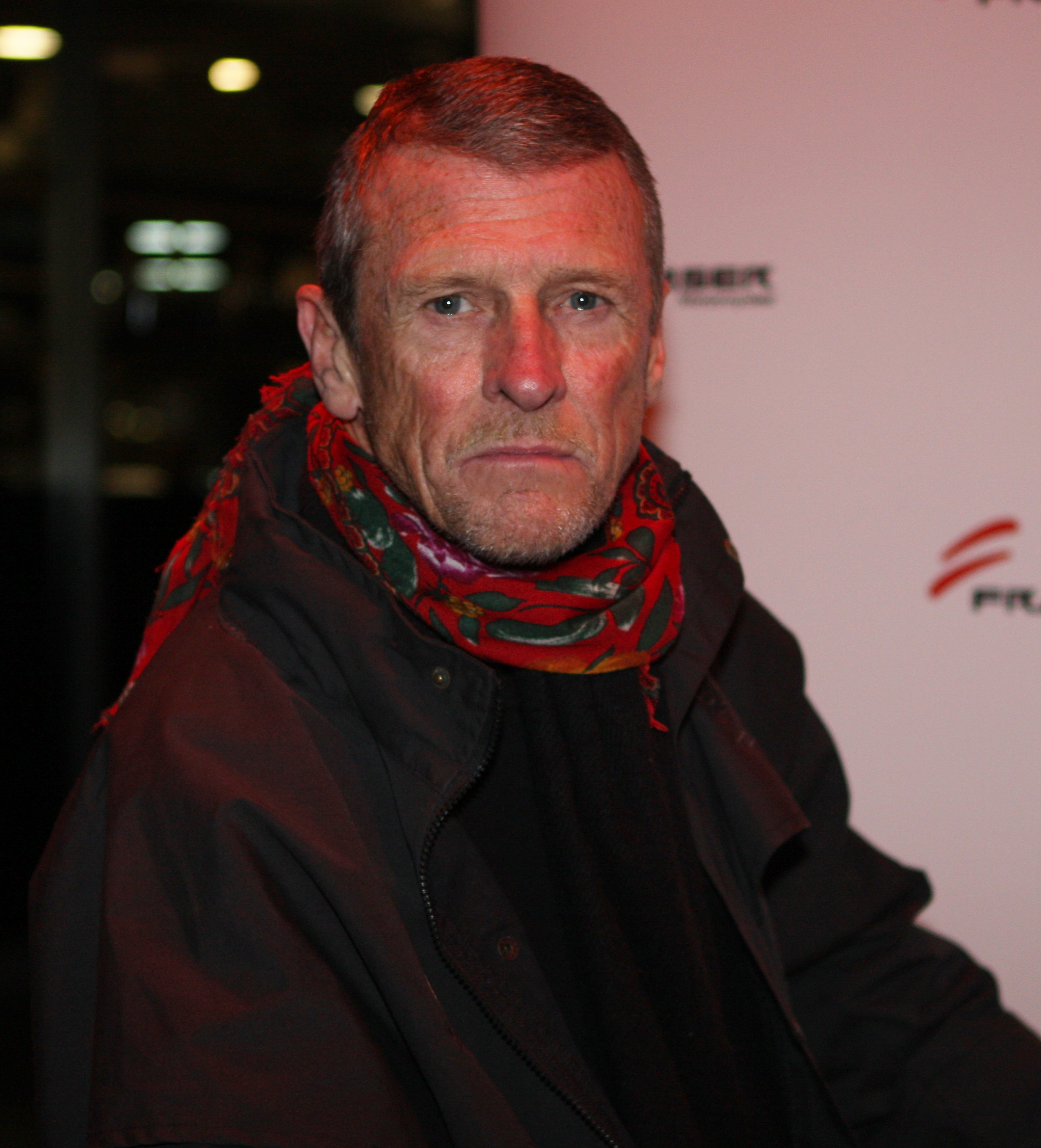

토니 보너(Tony Bonner, 1943년 11월 23일 ~ )는 오스트레일리아의 배우, 영화배우, 영화 감독, 영화 프로듀서, 텔레비전 배우이다.

## 영화
- 도트 (2017년) - 의사 역
- 허리케인 (2017년)
- 제 34 대대 (2015년)
- 데드 슬립 (1992년)
- 허리케인 스미스 (1992년)
- 서부의 사나이 퀴글리 (1990년)
- 사막의 용사 (1987년)
- 멀고 먼 낙원 (1986년)
- 명예로운 전장 (1982년)
- 스노위 맨 (1982년)
- 하드 녹스 (1980년)
- 세상이 잊은 피조물들 (1971년) - 투맥 역
- 아이위트니스 (1970년)
- 기회의 땅 (1966년)